# 沖縄県中央卸売市場
沖縄県中央卸売市場（おきなわけんちゅうおうおろしうりしじょう）は、沖縄県が設置している中央卸売市場。現在、全国72中央卸売市場の中で最後につくられた公設中央卸売市場。

## 概要
沖縄県には、中央卸売市場の沖縄県中央卸売市場と2地方卸売市場（那覇地区漁協、沖縄県水産公社）があり、沖縄県内の消費者への生鮮食料品等の安定供給を担っている。
沖縄県内の青果物流通は、県内産品については民営市場の旧沖縄県経済連与儀市場などを中心とした生産者の立売りや振り売りがほとんどで、県外品（移入品や輸入品）については中小零細がほとんどだった。
県外における青果物流通の一般的形態の「卸売市場流通＝委託品のせり取引」が皆無に近い状態であった。
沖縄特有の青果物流通の仕組みは、物価形成があいまいになり、消費者に不利益をもたらし、流通量や相場が不安定なために生産者や流通業者が生産量や流通量など適切な計画が立てられないなどの問題を抱えていた。
こうした問題を解消し、取引の適正化とその生産及び流通の円滑化を図り、県民への継続的な安定供給及び適正価格の形成などを確保することによって県民生活の安定に資することを目的として、沖縄県中央卸売市場が設立された。
1997年(平成9年)には花卉部も併設し、青果と花卉の2部門。

## 主要施設・面積
- 主要施設（延べ床面積）
  - 開設者整備（青果棟、中央棟、花き棟など）
    - 63,478平方メートル　（駐車可能台数：　1,079台）

  - 関係事業者整備（青果物加工施設、通い容器洗浄棟など）
    - 5,827平方メートル　（駐車可能台数：　13台）

- 敷地面積112,304平方メートル

## 沿革
- 1968年～1972年 卸売市場の設置等、流通機構整備に対する陳情（市町村、農協。経済連、南部振興会、雑貨商組合などから20件）。
- 1973年3月27日 沖縄県卸売市場審議会発足。
- 1973年3月28日 沖縄県中央卸売市場整備方針の決定。
- 1973年6月9日 沖縄県卸売市場整備計画の策定公表。
- 1976年2月27日 国に対し、沖縄県中央卸売市場整備計画を提出。
- 1976年4月7日 国の第2次中央卸売市場整備計画が策定公表され、沖縄県中央卸売市場整備計画は同計画に編入。
- 1980年3月29日 沖縄県中央卸売市場運営協議会設置。
- 1980年4月1日 中央卸売市場建設のための専任機関（本庁機関）として中央卸売市場建設室を設置。
- 1981年3月20日 中央卸売市場用地を那覇市と浦添市から取得。
- 1982年9月10日 沖縄県中央卸売市場建設工事起工式。
- 1983年8月8日 卸売業者となる沖縄協同青果株式会社の設立。
- 1983年12月22日 沖縄県中央卸売市場関連事業者組合の設立。
- 1983年12月24日 沖縄県青果仲卸事業協同組合の設立。
- 1984年1月12日 沖縄県中央卸売市場参加者協同組合の設立。
- 1984年2月24日 沖縄県中央卸売市場精算株式会社の設立。
- 1984年3月20日 中央卸売市場建設工事竣工。
- 1984年3月28日 沖縄県中央卸売市場の開設認可。
- 1984年3月31日 沖縄県中央卸売市場条例及び同条例施行規則の公布、施行、開所式典、祝賀会。
- 1984年4月10日 沖縄県中央卸売市場協会の設立。
- 1984年4月17日 農林水産大臣から卸売業務（青果部）の許可、業務開始。
- 1984年5月11日～5月13日 沖縄県中央卸売市場開設記念フェアー開催。
- 1984年10月1日 中央卸売市場への県産出荷野菜を対象とした重要野菜価格安定対策事業（県単独事業）発足。
- 1985年10月17日 野菜の生産・流通を考える会（17日会）発足。
- 1986年5月16日 国の野菜指定消費地域に那覇市が指定され、沖縄県中央卸売市場が指定野菜価格安定対策事業（国庫事業）の対象市場となる。
- 1988年3月11日 1987年（昭和62年）度に取扱高100億円突破。
- 1988年9月20日 沖縄県中央卸売市場への路線バス運行開始。
- 1990年5月1日 国の第5次中央卸売市場整備計画に沖縄県中央卸売市場の取扱品目の変更（花き追加）。
- 1991年3月31日 1989年（平成3年）度に取扱高150億円突破。
- 1993年5月31日 仲卸売場、卸業者荷捌場増築工事竣工。
- 1995年3月18日 花き部新築工事起工。
- 1995年6月18日 沖縄県中央卸売市場運営協議会開催（花き部の開設に関する審議）。
- 1996年2月14日 花き部新築工事竣工。
- 1996年3月28日 沖縄県卸売市場整備計画の策定（国の第6次中央卸売市場整備計画関連）。
- 1996年7月15日 沖縄県中央卸売市場事業計画の変更認可（取扱品目に花きを追加）。
- 1996年9月18日 花き部開場式典。
- 1996年9月22日 農林水産大臣から花き部の開設認可及び卸売業務の許可。花き部業務開始。
- 2000年3月31日 1999年（平成12年）度に青果物取引高9万トン突破。
- 2006年3月31日 沖縄型低温管理施設（青果部せり場内）竣工。
- 2006年11月11日 有限会社グリーンフィールド加工施設落成式。
- 2010年7月19日 買参組合一時保管施設落成式。

## 取扱量
- 平成20年（2008年）年間
  - 青果：　71,316トン　139.1億円
    - 野菜：　55,701トン　94.4億円
    - 果実：　15,615トン　44.2億円

  - 花き：　30.6億円
    - 切り花：　42.7百万本　22.3億円
    - 鉢物：　262万鉢　8.3億円

- 平成22年（2010年）年間
  - 青果：　62,452トン　134.6億円
    - 野菜：　50,411トン　98.8億円
    - 果実：　12,041トン　35.7億円

  - 花き：　30.3億円
    - 切り花：　39.7百万本　22.4億円
    - 鉢物：　227万鉢　7.9億円

- 平成27年（2012年）年間
  - 青果：　64,766トン　129.1億円
    - 野菜：　53,565トン　96.3億円
    - 果実：　11,201トン　32.8億円

  - 花き：　29.3億円
    - 切り花：　35.7百万本　21.2億円
    - 鉢物：　211万鉢　8.1億円

## 市場関係業者
- 卸業者
  - 青果：1業者
    - 沖縄協同青果株式会社

  - 花き：2業者
    - 株式会社沖縄県花き卸売市場
    - 沖縄県くみあい生花株式会社

- 仲卸業者
  - 青果：24業者
  - 花き：5業者

- 売買参加者
  - 青果：74業者
  - 花き：151業者

- 関連事業者
  - 第1種：30業者
    - 食品：20業者
    - 配送業：1業者
    - 精算代行業：1業者
    - 梱包資材：1業者
    - 花き類：3業者
    - 銀行：1業者
    - その他：3業者

  - 第2種：1業者
    - 食堂：1業者

## セリ開始時間
- 青果：午前6時
- 花き
  - 切り花：午後4時
  - 鉢物：午前10時

## その他
- 年に1回、7月に卸売市場まつりが行われ、県産農産物や熱帯花きの展示販売や、模擬セリやライブイベントなども行われるため多くの人で賑わう。また、その日には路線バスも路線区間を短縮し臨時便が運行される。

## アクセス
- 那覇バス運行の系統番号101番・平和台安謝線の発着地点であり、乗り入れしている。

## 参考
- 沖縄県中央卸売市場「市場案内」平成25年度版
- 市場月報
- 市場年報